# Thalictrum cultratum
Thalictrum cultratum är en ranunkelväxtart som beskrevs av Nathaniel Wallich. Thalictrum cultratum ingår i släktet rutor, och familjen ranunkelväxter. Inga underarter finns listade i Catalogue of Life.